# Głęboka Droga
Głęboka Droga – wieś w Polsce, położona w województwie mazowieckim, w powiecie przysuskim, w gminie Przysucha. Wieś ma status sołectwa.
| SIMC    | Nazwa    | Rodzaj     |
| ------- | -------- | ---------- |
| 0633700 | Teklinów | przysiółek |

W latach 1975–1998 miejscowość administracyjnie należała do województwa radomskiego.
Wierni Kościoła rzymskokatolickiego należą do parafii św. Teresy od Dzieciątka Jezus w Ruskim Brodzie.